# Diospyros vermoesenii
Diospyros vermoesenii är en tvåhjärtbladig växtart som beskrevs av De Wild. Diospyros vermoesenii ingår i släktet Diospyros och familjen Ebenaceae. Inga underarter finns listade i Catalogue of Life.